# Клогг, Ричард
Ричард Клогг (англ. Richard Clogg, 1939 г. р., г. Рочдейл, Англия) — британский историк, специалист по современной истории Греции. Наиболее известная работа — «Краткая история Греции» (англ. A Concise History of Greece, 1992). Профессор Лондонского университета (1988-95).
Учился истории в Эдинбургском ун-те, где в 1963 г. получил степень магистра.
С 1968 г. преподаватель истории в Королевском колледже Лондона, в 1988-95 гг. профессор.
С 1995 года сотрудник оксфордского Колледжа Святого Антония, с 2005 года эмерит.
«Краткая история Греции» (Cambridge University Press, 1992; 2-е изд. — 2002; 3-е — 2014) была отмечена Рансименовской премией (1993) и переведена на более чем десять языков.
Офицер золотого креста греческого ордена Почёта (2002, президентом Греции).